# حصة الملائكة
حصة الملائكة هو فيلم من نوع جريمة وكوميديا ودراما وسرقة أُصدر في 22 مايو 2012. الفيلم من إنتاج وايلد بانتش ‏، ومن توزيع إنترتينمت وان ‏، وهو من إخراج كين لوتش، أما السيناريو فكان من كتابة بول لافيرتي.

## القصة
تقع أحداث الفيلم في غلاسكو.

## طاقم التمثيل
- وليام روان
- Vincent Friell [الإنجليزية]‏
- جيم سويني
- روجر علام
- جون هينشو
- Paul Birchard [الإنجليزية]‏
- دانيال بورتمان
- ديفيد غودال (ممثل)
- بول برانيجان
- فورد كيرنان

## الإنتاج
موسيقى الفيلم التصويرية كانت من تأليف جورج فنتون.

## وصلات خارجية
- حصة الملائكة على موقع IMDb (الإنجليزية)
- حصة الملائكة على موقع ميتاكريتيك (الإنجليزية)
- حصة الملائكة على موقع الموسوعة البريطانية (الإنجليزية)
- حصة الملائكة على موقع روتن توميتوز (الإنجليزية)
- حصة الملائكة على موقع نتفليكس (الإنجليزية)
- حصة الملائكة على موقع قاعدة بيانات الأفلام العربية
- حصة الملائكة على موقع ألو سيني (الفرنسية)
- حصة الملائكة على موقع أول موفي (الإنجليزية)
- حصة الملائكة على موقع بوكس أوفيس موجو (الإنجليزية)
- حصة الملائكة على موقع فيلمافينيتي (الإسبانية)